# 阿爾特阿赫
阿爾特阿赫（德語：Altach）是奧地利的城鎮，位於該國西部，距離首府布雷根茨15公里，由福拉爾貝格州負責管轄，面積5.36平方公里，海拔高度412米，2012年人口6,397。